# 丹·朗德菲尔德
丹·朗德菲尔德（英語：Dan Roundfield，1953年5月26日—2012年8月6日），美国NBA联盟前职业篮球运动员。